# Niagara IceDogs
Niagara IceDogs je kanadský juniorský klub ledního hokeje, který sídlí v St. Catharines v provincii Ontario. Založen byl v roce 2007 po přestěhování týmu Mississauga IceDogs do St. Catharines. Od roku 2007 působí v juniorské soutěži Ontario Hockey League (dříve Ontario Hockey Association). Své domácí zápasy odehrává v hale Meridian Centre s kapacitou 5 300 diváků. Klubové barvy jsou červená, černá a bílá.
Nejznámější hráči, kteří prošli týmem, byli např.: Alex Pietrangelo, Andrew Shaw, Milan Doudera, Sebastian Dahm, Alex Nedeljkovic nebo Jamie Oleksiak.

## Přehled ligové účasti
Zdroj: 
- 2007– : Ontario Hockey League (Centrální divize)